# Steve Jordan (drummer)
Steve Jordan (geboren als Stephen K. Jordan, New York, 14 januari 1957) is een Amerikaans drummer, bandleider, producer, songwriter en muzikant. In de jaren zeventig en tachtig maakte hij deel uit van de bands voor de televisieshows Saturday Night Live en Late Night with David Letterman.
Begin jaren tachtig maakte Jordan deel uit van de band "Eye Witness", gevormd door gitarist Steve Khan met Anthony Jackson op bas. Sinds het midden van de jaren tachtig is Jordan ook lid van de X-Pensive Winos, een nevenproject van Rolling Stones gitarist Keith Richards. Jordan en Richards zijn productie- en songwritingpartners geweest voor veel van Richards afzonderlijke projecten. In 2005 werd hij lid van het John Mayer Trio, een nevenproject van John Mayer. Jordan vormde ook de band "The Verbs", die hij leidt, met zijn vrouw Meegan Voss. Op 5 augustus 2021 werd gemeld dat Charlie Watts ervoor had gekozen om niet deel te nemen aan de hervatting van de US No Filter Tour en dat Jordan hem tijdelijk op drums zou vervangen. Na de dood van Watts speelde hij zowel live als in de studio met de Stones.

## Jeugd en jonge jaren
Jordan ging naar de High School of Music and Art in New York en studeerde af in 1974.
Jordan was een tiener toen hij erelid werd van Stevie Wonder 's band "Wonderlove". Hij was ook vervangend drummer in de band " Stuff " in 1976 en speelde met Joe Cocker op zijn Amerikaanse tournee. Later speelde hij op drums in de Saturday Night Live -band in de jaren zeventig. Toen John Belushi en Dan Aykroyd eind jaren zeventig toerden als The Blues Brothers, was Jordan hun drummer en werkte mee op hun onder de naam Steve 'Getdwa' Jordan. Hij verscheen echter niet in de BluesBrothers film. Jordan speelde ook in de New Yorkse "24th Street Band" met Will Lee, Clifford Carter en Hiram Bullock, later omgedoopt in "Paul Shaffer and the World's Most Dangerous Band", van 1982 tot 1986 het huisorkest van de op "Late Show with David Letterman".

## X-Pensive Winos en Chuck Berry
Jordan, werkte samen met mede-Shaffer-bandlid en studiegenoot Anton Fig, als percussionist op het Rolling Stones-album Dirty Work uit 1986. Keith Richards huurde vervolgens Jordan in voor de titelsong van de film film, een cover van het Stones-nummer "Jumpin' Jack Flash", gezongen door Aretha Franklins.
Volgens Richards bleef Jordan op de thuisreis een rol aan hem vragen in de opnamesessie voor de documentaire van Taylor Hackford Hail! Hagel! Rock-'n-roll, een eerbetoon aan Chuck Berry. Richards had gehoopt Charlie Watts bij het project te betrekken, maar toen dit niet haalbaar bleek, werd Jordan aangenomen en verscheen hij in veel scènes met Berry en Richards. Het succes van dit project leidde ertoe dat Jordan lid werd van Keith Richards en de X-pensive Winos, een band die toerde en drie albums opnam, Talk is Cheap (1988), Main Offender (1992) en Crosseyed Heart (2015). Jordan wass coproducer van alle drie de albums en kreeg samen met Richards de credits voor het schrijven van de liedjes. Het nummer 'Almost Hear You Sigh' werd door de Stones gecoverd op het album Steel Wheels, de hiervan getrokken single haalde de Billboard Hot 100 en piekte op nummer 50 (VS) en 31 (VK) in december 1989.

## The Verbs
Jordan vormde onder de bandnaam "The Verbs" een band met zijn vrouw, Meegan Voss, de frontvrouw van de all-girl punkbands de "PopTarts" en de "Antoinettes". Ze toerden in 2007 door Japan ter ondersteuning van hun eerste album, And Now...The Verbs. Hun vervolgalbum Trip, had net als de vorige release, Tamio Okuda op leadgitaar, Pino Palladino op bas en aanvullend klassiek gitaarwerk van Danny "Kootch" Kortchmar.

## Carrière als producer en op het podium
Jordan heeft met vele artiesten opnames gemaakt, o.a. met Don Henley, John Mellencamp, Andrés Calamaro, Cat Stevens, Bob Dylan, Sonny Rollins, BB King, Stevie Nicks, Sheryl Crow, Neil Young, Jon Spencer Blues Explosion, Kelly Clarkson en nog veel meer. Hij is te zien op de dvd van James Taylor uit 1998, Live at the Beacon Theatre.
Jordan is een Grammy Award-winnend en genomineerd producer met respectievelijk Robert Cray 's album Take Your Shoes Off en Buddy Guy 's Bring 'Em In. Hij speelde op Alicia Keys ' If I Ain't Got You en Bruce Springsteens Devils and Dust, en hij produceerde het Grammy Award-winnende John Mayeralbum Continuum uit 2006, John Scofields That's What I Say, Possibilities door Herbie Hancock, en 23rd St. Lullaby en Play It as It Lays met Patti Scialfa.
In de documentaire Make It Funky!, een geschiedenis van de muziek uit New Orleans en de invloed ervan op ritme en blues, rock 'n roll, funk en jazz wordt Jordan geïnterviewd, en speelt als muzikaal leider van de huisband.
In 2006 voegde Jordan zich bij de touringband van Eric Clapton voor Clapton's "European Tour 2006", waaronder zeven uitverkochte shows in de Royal Albert Hall, gevolgd door Claptons Noord-Amerikaanse tour in 2007.
In 2009 ontving Jordan nog een Grammy Award-nominatie - de Grammy Award voor Best Compilation Soundtrack Album for a Motion Picture, Television or Other Visual Media, voor zijn werk aan de soundtrack-scorefilm voor de film Cadillac Records.
In 2013 produceerde Jordan het Boz Scaggs- album Memphis.

## John Mayer-trio
Jordan is lid van het John Mayer Trio, een bluesrock powertrio bestaand uit Jordan, op drums en achtergrondzang, bassist Pino Palladino en gitarist-zanger John Mayer. De groep werd in 2005 opgericht door Mayer naast zijn pop-akoestische carrière. Het trio bracht het album Try! uit op 22 november 2005. Het 11-track live-album bevat covers, zoals Jimi Hendrixs 'Wait Tot Tomorrow', en 'I Got a Woman' van Ray Charles, twee nummers van Mayers release Heavier Things, een nieuw nummers geschreven door Mayer en drie nummers geschreven door Jordan, Mayer en Palladino: 'Good Love Is On the Way', 'Vultures' en 'Try'. Jordan en Mayer tekenden voor de productie van het album, dat op het label Columbia Records verscheen.

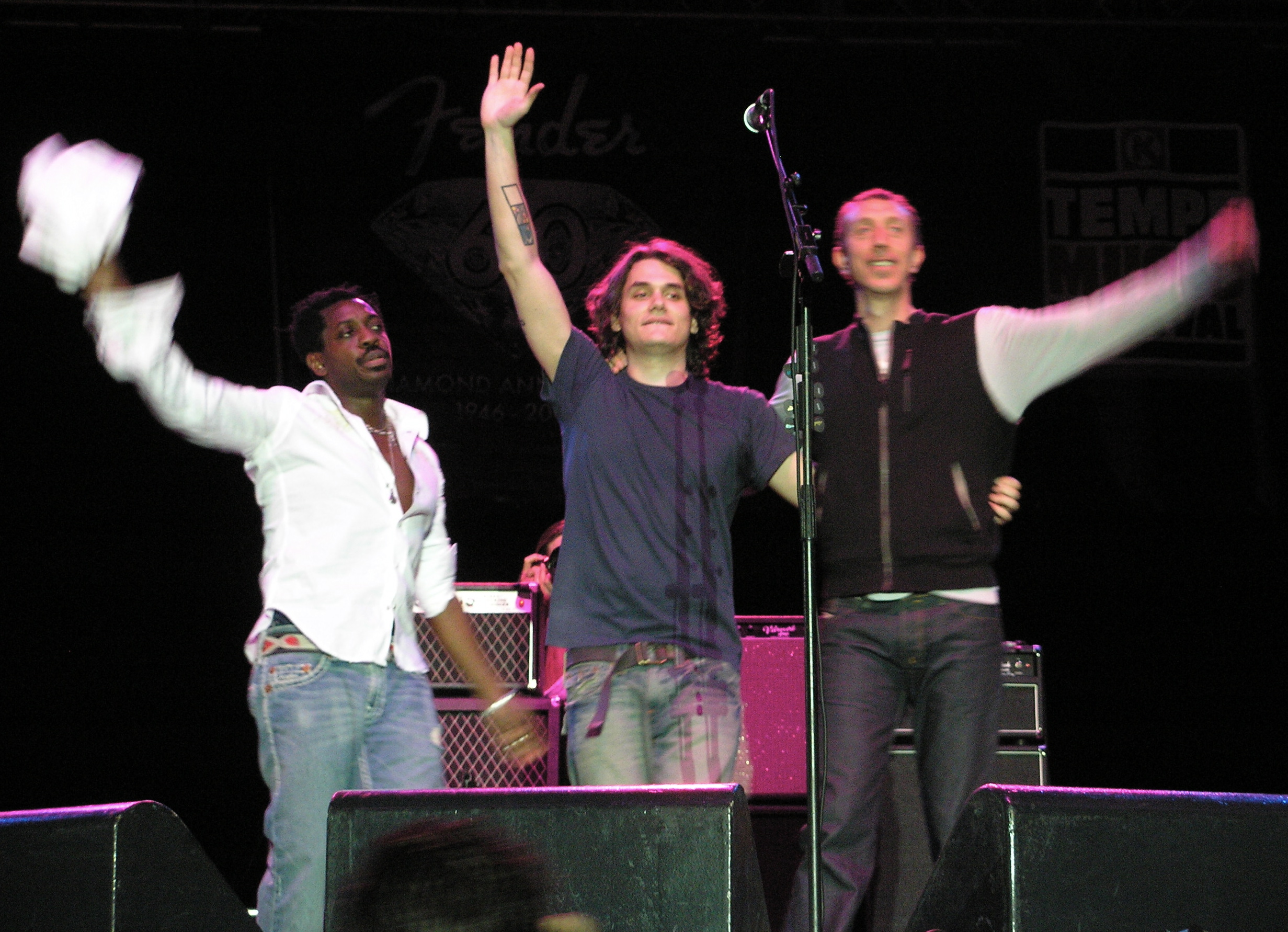
Van links naar rechts: Jordan, John Mayer en Pino Palladino

Het trio had een live-optreden op 8 december 2007 in Los Angeles, Californië in het "LA Live Nokia Theatre" ter ere van de 1e jaarlijkse Holiday Charity Revue, die geld inzamelde voor verschillende aan Los Angeles gerelateerde goede doelen. De dvd / cd-release, onder de naam Where the Light Is: John Mayer Live in Los Angeles, bevat twee sessie, een met John Mayers band, en een met het John Mayer Trio.
Jordan heeft ook bijdrages geleverd aan Mayers album Continuum uit 2006 en aan Mayers vierde album, Battle Studies.

## Super Soulband
Jordan is ook lid van een all-star funkgroep, die "het idee van een supergroep opnieuw definieert". De band bestaat uit Jordan op de drums, Wayne Cobham, Eddie Allen, Clifton Anderson en Clark Gayton in de blazerssectie. Willie Weeks op bas, Mix Master Mike, Isaiah Sharkey en Ray Parker Jr. op gitaar.

## The Rolling Stones
Op 5 augustus 2021 werd aangekondigd dat Jordan Rolling Stones-drummer Charlie Watts zou vervangen tijdens de 13-daagse Amerikaanse tournee van de Stones. Watts werd eerst vervangen vanwege gezondheidsproblemen en stierf op 24 augustus 2021 op 80-jarige leeftijd na een kort ziekbed. Richards vertelde in zijn autobiografie uit 2010 dat Watts hem in de jaren tachtig al vertelde dat als hij ooit met een andere drummer wilde werken, "Steve Jordan zijn man zou zijn."

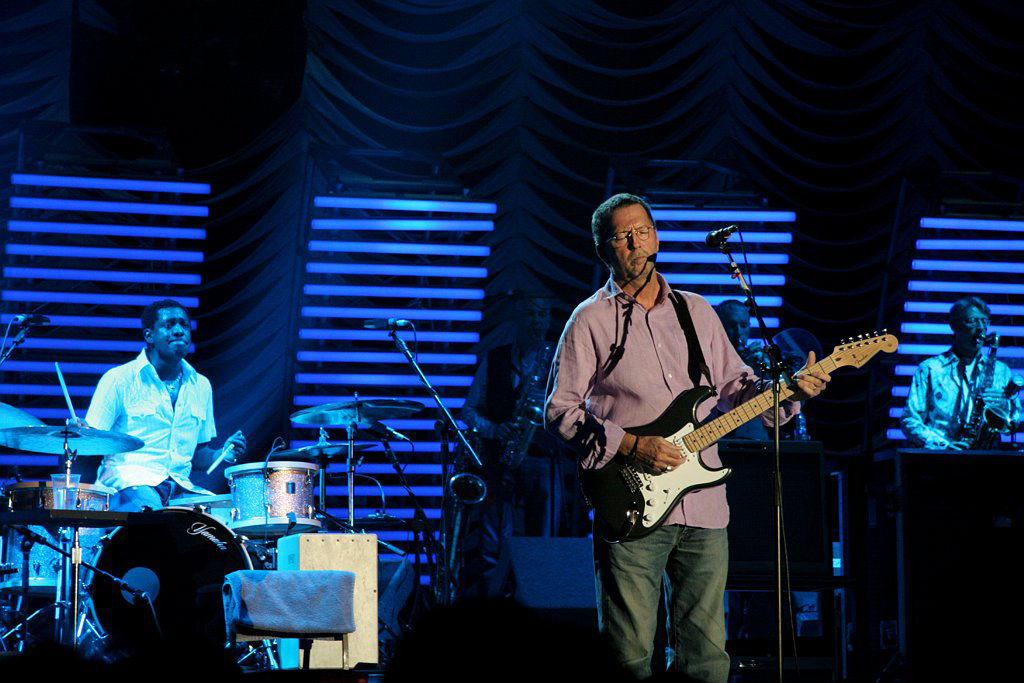
Jordan, links, met drumstel, optredend met Eric Clapton tijdens The Crossroads Guitar Festival in 2007

## Discografie

### Met deThe Blues Brothers
- Briefcase Full of Blues, 1978
- Made in America, 1980
- Best of the Blues Brothers, 1981
- Dancin' Wid Da Blues Brothers, 1983
- Everybody Needs the Blues Brothers, 1988
- The Definitive Collection, 1992
- The Very Best of The Blues Brothers, 1995
- The Blues Brothers Complete, 2000
- The Essentials, 2003

### Als sessiemuzikant
Met Patti Austin
- Havana Candy (CTI, 1977)

Met George Benson
- In Your Eyes (Warner Bros. Records, 1983)

Met Beyoncé
- I Am... Sasha Fierce (Columbia Records, 2008)

Met Booker T. & the M.G.'s
- That's The Way It Should Be (Columbia, 1994)

Met Solomon Burke
- Like a Fire (Shout! Factory, 2008)

Met J.J. Cale en Eric Clapton
- The Road to Escondido (Reprise Records, 2006)

Met Cracker
- Gentleman's Blues (Virgin Records, 1998)

Met Robert Cray
- Take Your Shoes Off (Rykodisc, 1999)
- Shoulda Been Home (Rykodisc, 2001)
- In My Soul (Provogue, 2014)
- Robert Cray & Hi Rhythm (Warner Bros., 2017)
- That's What I Heard (Nozzle, 2020)

Met Steve Cropper
- Dedicated – A Salute to the 5 Royales (429 Records, 2011)

Met Sheryl Crow
- C'mon, C'mon (A&M Records, 2002)
- Threads (Big Machine Records, 2019)

Met Bob Dylan
- Down in the Groove (Columbia Records, 1988)

Met Donald Fagen
- The Nightfly (Warner Bros. Records, 1982)

Met Roberta Flack
- Roberta (Atlantic Records, 1994)

Met Aretha Franklin
- Aretha (Arista Records, 1986)

Met de Bee Gees
- Still Waters (Polydor Records, 1997)

Met Debbie Gibson
- Think with Your Heart (EMI, 1995)

Met Vince Gill
- Down to My Last Bad Habit (MCA Records, 2016)

Met Bunky Green
- Visions (Vanguard, 1978)

Met Josh Groban
- Bridges (Reprise Records, 2018)
- Harmony (Reprise Records, 2020)

Met Hall & Oates
- Our Kind of Soul (U-Watch Records, 2004)

Met Herbie Hancock
- Possibilities (Hear Music, 2005)

Met Don Henley
- The End of the Innocence (Geffen, 1989)

Met Cissy Houston
- Cissy Houston (Private Stock Records, 1977)
- Face to Face (BMG, 1996)
- He Leadeth Me (A&M Records, 1997)

Met Garland Jeffreys
- Don't Call Me Buckwheat (BMG, 1991)
- Wildlife Dictionary (RCA Records, 1997)
- The King of In Between (Big Lake, 2011)
- Truth Serum (Luna Park, 2013)

Met Billy Joel
- River of Dreams (Columbia Records, 1993)

Met Alicia Keys
- The Diary of Alicia Keys (J Records, 2003)
- As I Am (J Records, 2007)
- Keys (RCA Records, 2021)

Met Steve Khan Eyewitness
- Eyewitness (Antilles, 1981)
- Modern Times (also released as Blades) (Trio/Passport, 1982)
- Casa Loco (Antilles, 1984)

Met B.B. King
- Deuces Wild (MCA Records, 1997)

Met Cyndi Lauper
- At Last (Epic Records, 2003)

Met Bettye LaVette
- Things Have Changed (Verve, 2018)
- Blackbirds (Verve, 2020)

Met Lori Lieberman
- Letting Go (Millennium Records, 1978)

Met Taj Mahal
- Evolution (The Most Recent) (Warner Bros., 1978)

Met Ziggy Marley
- Dragonfly (Private Music, 2003)

Met Amanda Marshall
- Tuesday's Child (Epic Records, 1999)

Met Bruno Mars
- Unorthodox Jukebox (Atlantic Records, 2012)

Met John Mayer
- Heavier Things (Columbia, 2003)
- Continuum (Columbia, 2006)
- Battle Studies (Columbia, 2009)
- The Search for Everything (Columbia, 2017)

Met het John Mayer Trio
- Try! (Columbia, 2005)

Met Melanie
- Phonogenic – Not Just Another Pretty Face (Midsong International, 1978)

Met John Mellencamp
- Cuttin' Heads (Columbia Records, 2001)

Met Keb' Mo'
- The Door (Epic Records, 2000)
- BLUESAmericana (Kind of Blue Music, 2014)
- Moonlight, Mistletoe & You (Concord Records, 2019)

Met Ivan Neville
- If My Ancestors Could See Me Now (Polydor Records, 1988)
- Thanks (Iguana Records, 1995)

Met The Neville Brothers
- Brother's Keeper (A&M, 1990)

Met Stevie Nicks
- Rock a Little (Parlophone Records, 1985)

Met The Pretenders
- Get Close (Real, 1986)

Met Keith Richards
- Talk Is Cheap (Virgin, 1988)
- Main Offender (Virgin, 1992)
- Crosseyed Heart (Republic, 2015)

Met LeAnn Rimes
- Spitfire (Curb Records, 2013)
- One Christmas: Chapter 1 (Iconic Records, 2014)
- Remnants (RCA Records, 2016)

Met Mark Ronson
- Uptown Special (Columbia Records, 2015)

Met Boz Scaggs
- Dig (Virgin Records, 2001)
- Memphis (429 Records, 2013)
- A Fool to Care (429 Records, 2015)

Met Helen Schneider
- Let It Be Now (RCA Records, 1978)

Met Patti Scialfa
- 23rd Street Lullaby (Columbia, 2004)
- Play It as It Lays (Columbia, 2007)

Met John Scofield
- Who's Who? (Arista, 1979)
- Electric Outlet (Gramavision, 1984)
- That's What I Say: John Scofield Plays the Music of Ray Charles (Verve Records, 2005)

Met John Sebastian
- Tar Beach (Shanachie, 1992)

Met Brian Setzer
- The Knife Feels Like Justice (EMI, 1986)

Met Feargal Sharkey
- Wish (Virgin Records, 1988)

Met Bruce Springsteen
- Devils & Dust (Columbia Records, 2005)
- Wrecking Ball (Columbia Records, 2012)

Met Candi Staton
- Chance (Warner Bros. Records, 1979)

Met Mike Stern
- Upside Downside (Atlantic, 1986)

Met Cat Stevens
- Back to Earth (Island Records, 1978)

Met Rod Stewart
- Soulbook (J Records, 2009)

Met James Taylor
- New Moon Shine (Columbia Records, 1991)

Met Toto
- Fahrenheit (CBS, 1986)

Met Bonnie Tyler
- Faster Than the Speed of Night (Columbia Records, 1983)

Met Neil Young
- Landing on Water (Geffen, 1986)

Met Steven Van Zandt
- Freedom – No Compromise (EMI, 1987) Casey Abrams

## Apparatuur
Jordan speelt op Yamaha drums, Paiste bekkens en Remo drumvellen met Vic Firth drumsticks.
Akoestische drums:Yamaha Maple Custom
- 14" x 6,5" snaredrum of een 13" x 6,5" Steve Jordan Signature snaredrum
- 20" x 16" basdrum
- 12" x 8" racktom
- 14" x 14" vloertom

Paiste Bekkens:
- 17" Signature Traditionals Thin Crash (als hi-hat top)
- 17" Signature Dark Energy Crash (als hihat-bodem)
- 20" Masters Dark Crash Rit
- 22" Traditionals lichte rit

Drumvellen: Jordan gebruikt Coated Vintage A's en Coated Ambassadors op de toms en snares en een Coated Powerstroke 3 of een Coated Ambassador op de basdrum.
Drumsticks: "Steve's Signature-sticks zijn licht en lang voor het gevoel en geluid rond de drums en cimbalen." In hickory. L = 16 ½"; Dia. = .525" Jordan besprak het gebruik ervan in een video-interview voor Vic Firth.